# Parasmetsa
Koordinaten: 58° 34′ N, 22° 39′ O
Parasmetsa (deutsch Parrasmetz) ist ein Dorf (estnisch küla) auf der größten estnischen Insel Saaremaa. Es gehört zur Landgemeinde Saaremaa (bis 2017: Landgemeinde Leisi) im Kreis Saare.

## Einwohnerschaft und Lage
Das Dorf hat 47 Einwohner (Stand 31. Dezember 2011).
Es liegt westlich von Leisi am südlichen Ende der Bucht Parasmetsa (Parasmetsa laht). Das Gut wurde erstmals 1563 erwähnt, später gehörte es den Familien von Vietinghoff und von Rehekampff. Die Entfernung zur Inselhauptstadt Kuressaare beträgt 36 Kilometer.